# Struhařov, Benešov
Struhařov là một làng thuộc huyện Benešov, vùng Středočeský, Cộng hòa Séc.

## Tập ảnh

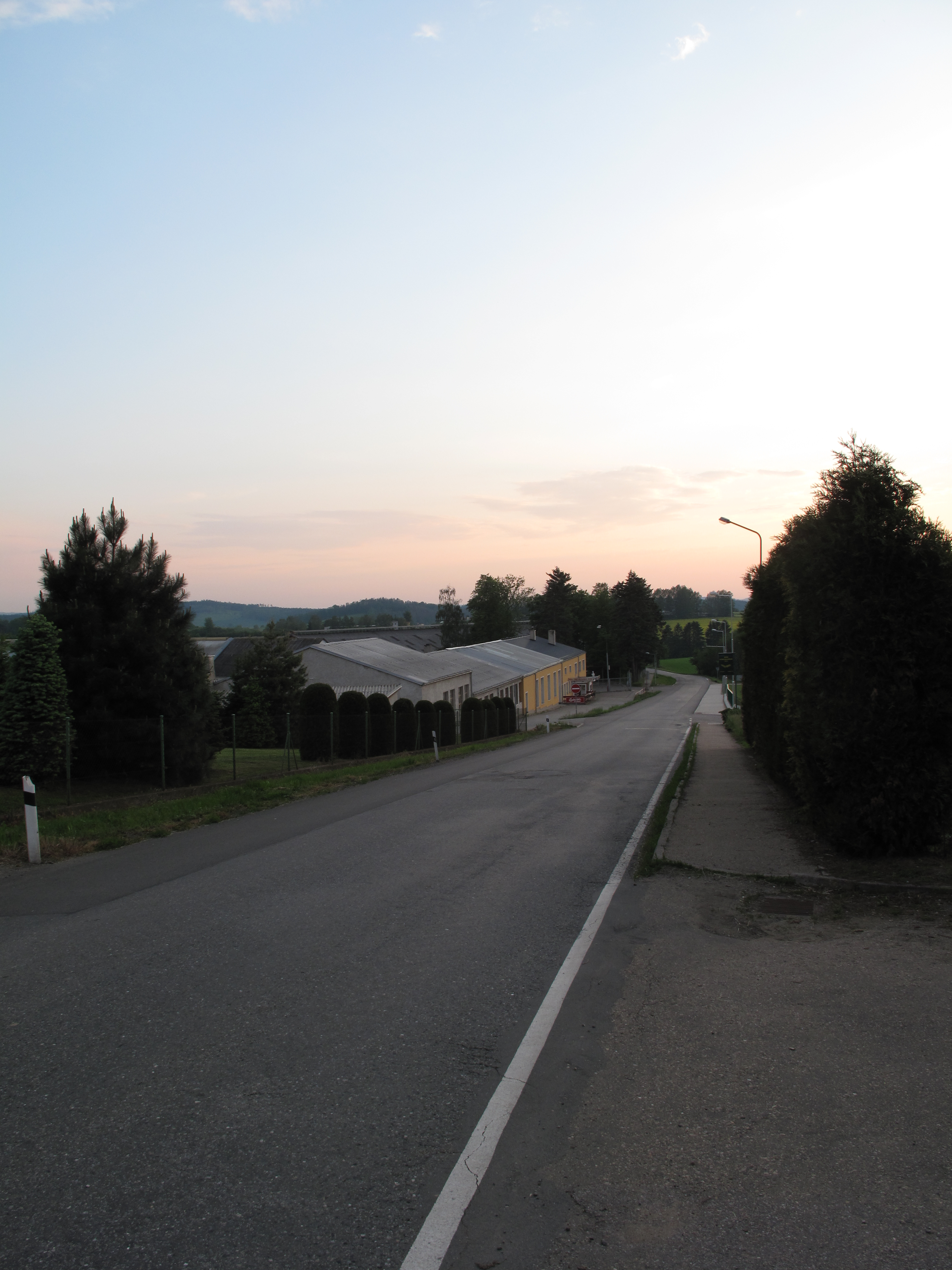
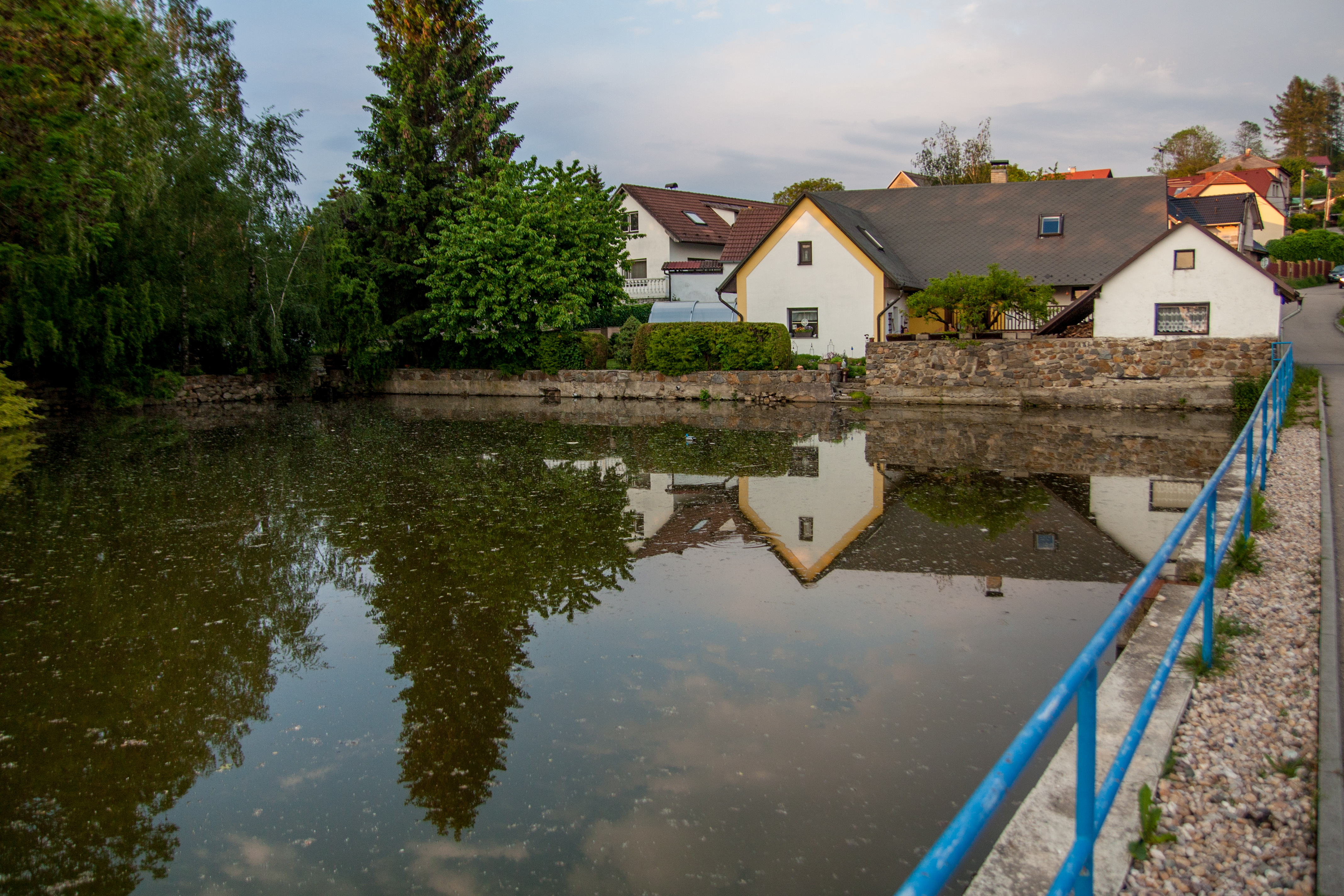
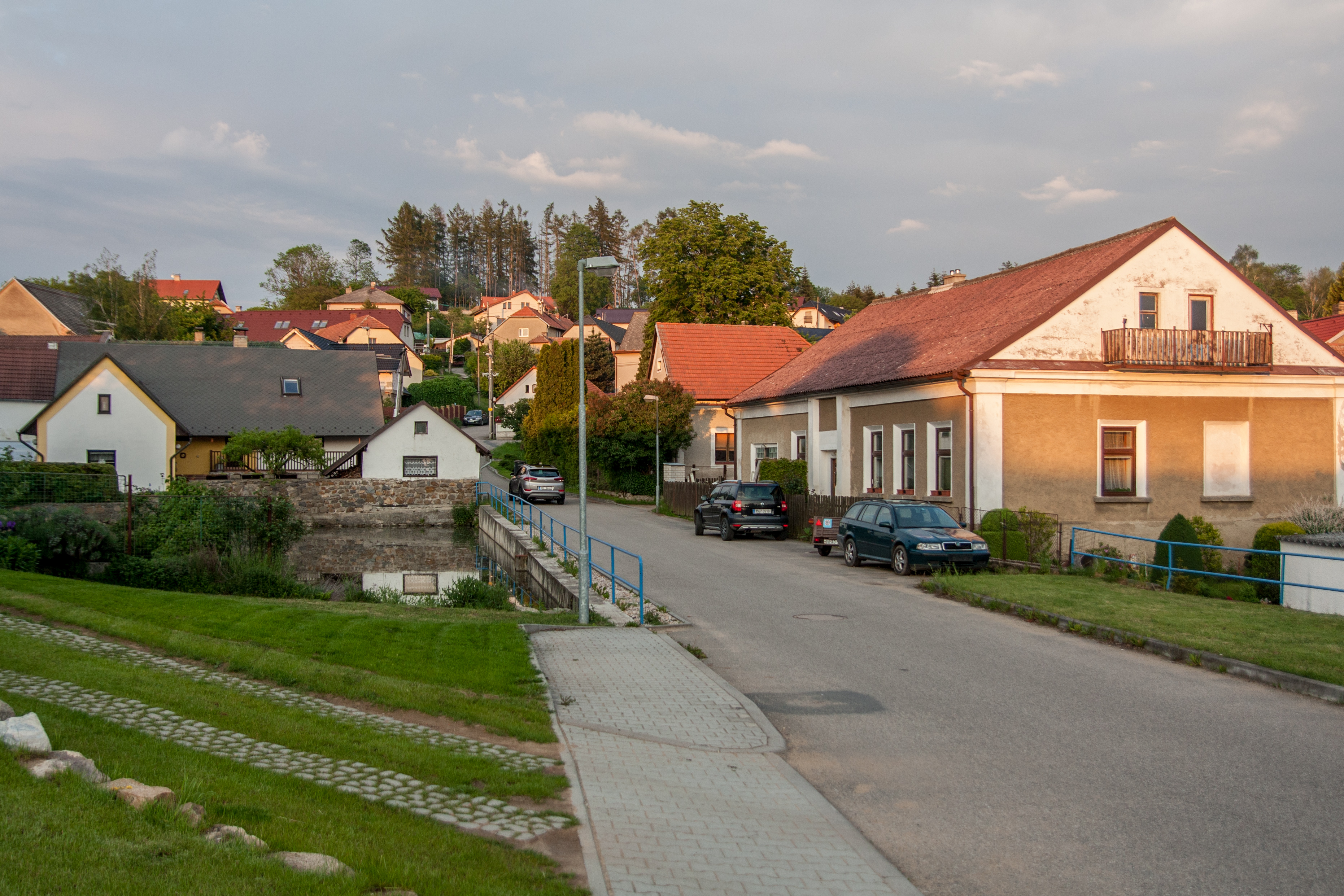